# Wokka
Wokka（ウォッカ、1997年7月10日 - ）は、東京都出身のプロゲーマー、ストリーマー。本名は市瀬 優大。所属はCrazy Raccoon。
2019年には「Six Invitational 2019」にて野良連合のエースとして日本チーム初の世界大会ベスト4に貢献。オールスターゲームにも選ばれており、その卓越したエイムやプレイスキルなどからネットでは「世界のウォッカ」と呼ばれている。